# ピアノ協奏曲 (リゲティ)
ジェルジ・リゲティのピアノ協奏曲は、1985年から1988年にかけて書かれた。作品は5楽章からなる。

## 概要
作品は、作曲家のポリリズム研究の主要な成果である。リゲティは自身にとって最も複雑で難解なスコアだと述べていた。作品はハーモニカやスライドホイッスル、オカリナなどを編成に含んでいる。

## 構成
第1楽章と第5楽章はミニマリズムの要素とピアノのレジスタの激しい探検である。第2楽章は遅く神秘的で、ベーラ・バルトークの夜の音楽に似ている。 その後むちが鳴ってクライマックスになり、木管が高い声域の不協和音を奏し、ピアノとシロフォンを伴い、弦が半音階の下降音階を演奏する。楽章の終わりではハーモニカにより、沈黙に近い楽句になっている。
- Vivace molto ritmico e preciso - Attacca subito:
- Lento e deserto
- Vivace cantabile
- Allegro risoluto, molto ritmico - Attacca subito:
- Presto luminoso: Fluido, costante, sempre molto ritmico